# 翁行德
翁行德（1943年1月—），湖北黄陂人，中华人民共和国政治人物。
毕业于湖北大学。1990年9月至1996年8月，任孝感市市委副书记、市长。2003年1月，当选湖北省政协副主席。